# Patriot League
Patriot League (acrónimo: Patriot) (español: Liga Patriota) es una de las conferencias que componen la División I de la NCAA. Sus miembros se ubican en el noroeste de los Estados Unidos. Fundada en 1986 como Colonial League, cambió su nombre en 1990. Está formada por 10 miembros que compiten en 24 deportes. Tiene su sede en la ciudad de Center Valley, Pensilvania.

## Miembros

### Miembros
| Logo | Institución                            | Localización             | Fundada | Tipo    | Equipo         | Año de unión |
| ---- | -------------------------------------- | ------------------------ | ------- | ------- | -------------- | ------------ |
|      | Universidad Bucknell                   | Lewisburg, Pensilvania   | 1846    | Privada | Bison          | 1986         |
|      | Universidad Colgate                    | Hamilton, Nueva York     | 1819    | Privada | Raiders        | 1986         |
|      | College of the Holy Cross              | Worcester, Massachusetts | 1843    | Privada | Crusaders      | 1986         |
|      | Lafayette College                      | Easton, Pensilvania      | 1826    | Privada | Leopards       | 1986         |
|      | Universidad de Lehigh                  | Bethlehem, Pensilvania   | 1865    | Privada | Mountain Hawks | 1986         |
|      | Academia Militar de los Estados Unidos | West Point, Nueva York   | 1802    | Militar | Black Knights  | 1990         |
|      | Academia Naval de los Estados Unidos   | Annapolis, Maryland      | 1845    | Militar | Midshipmen     | 1991         |
|      | Universidad Americana                  | Washington D. C.         | 1893    | Privada | Eagles         | 2001         |
|      | Universidad de Boston                  | Boston, Massachusetts    | 1839    | Privada | Terriers       | 2013         |
|      | Universidad Loyola Maryland            | Baltimore, Maryland      | 1852    | Privada | Greyhounds     | 2013         |

### Miembros Asociados
| Institución                            | Localización             | Tipo    | Equipo    | Deporte          | Conferencia Primaria                                         |
| -------------------------------------- | ------------------------ | ------- | --------- | ---------------- | ------------------------------------------------------------ |
| Universidad de Fordham                 | Bronx, Nueva York        | Privada | Rams      | Fútbol americano | Atlantic 10 Conference                                       |
| Universidad de Georgetown              | Washington D. C.         | Privada | Hoyas     | Fútbol americano | Big East Conference                                          |
| Instituto Tecnológico de Massachusetts | Cambridge, Massachusetts | Privada | Engineers | Remo femenino    | New England Women's and Men's Athletic Conference (Div. III) |
| Universidad de Richmond                | Richmond, Virginia       | Privada | Spiders   | Fútbol americano | Atlantic 10 Conference                                       |

### Futuros Miembros Asociados
| Institución                 | Localización           | Tipo    | Equipo   | Deporte          | Año de Unión | Conferencia Primaria         |
| --------------------------- | ---------------------- | ------- | -------- | ---------------- | ------------ | ---------------------------- |
| Universidad Villanova       | Villanova, Pensilvania | Privada | Wildcats | Fútbol americano | 2026         | Big East Conference          |
| College of William and Mary | Williamsburg, Virginia | Pública | Tribe    | Fútbol americano | 2026         | Coastal Athletic Association |

### Antiguos miembros
| Institución            | Localización      | Equipo | Tipo    | Año de unión | Año de salida | Conferencia actual     |
| ---------------------- | ----------------- | ------ | ------- | ------------ | ------------- | ---------------------- |
| Universidad de Fordham | Bronx, Nueva York | Rams   | Privada | 1990         | 1995          | Atlantic 10 Conference |

## Campeones de conferencia
| Fútbol Americano - 1986 Holy Cross - 1987 Holy Cross - 1988 Lafayette - 1989 Holy Cross - 1990 Holy Cross - 1991 Holy Cross - 1992 Lafayette - 1993 Lehigh - 1994 Lafayette - 1995 Lehigh - 1996 Bucknell - 1997 Colgate - 1998 Lehigh - 1999 Colgate y Lehigh - 2000 Lehigh - 2001 Lehigh - 2002 Colgate y Fordham - 2003 Colgate - 2004 Lafayette y Lehigh - 2005 Colgate y Lafayette - 2006 Lafayette y Lehigh - 2007 Fordham | Baloncesto - 1991 Fordham - 1992 Fordham - 1993 Holy Cross - 1994 Navy - 1995 Colgate - 1996 Colgate - 1997 Navy - 1998 Navy - 1999 Lafayette - 2000 Lafayette - 2001 Holy Cross - 2002 Holy Cross - 2003 Holy Cross - 2004 Lehigh - 2005 Bucknell - 2006 Bucknell - 2007 Holy Cross |